# 水目山

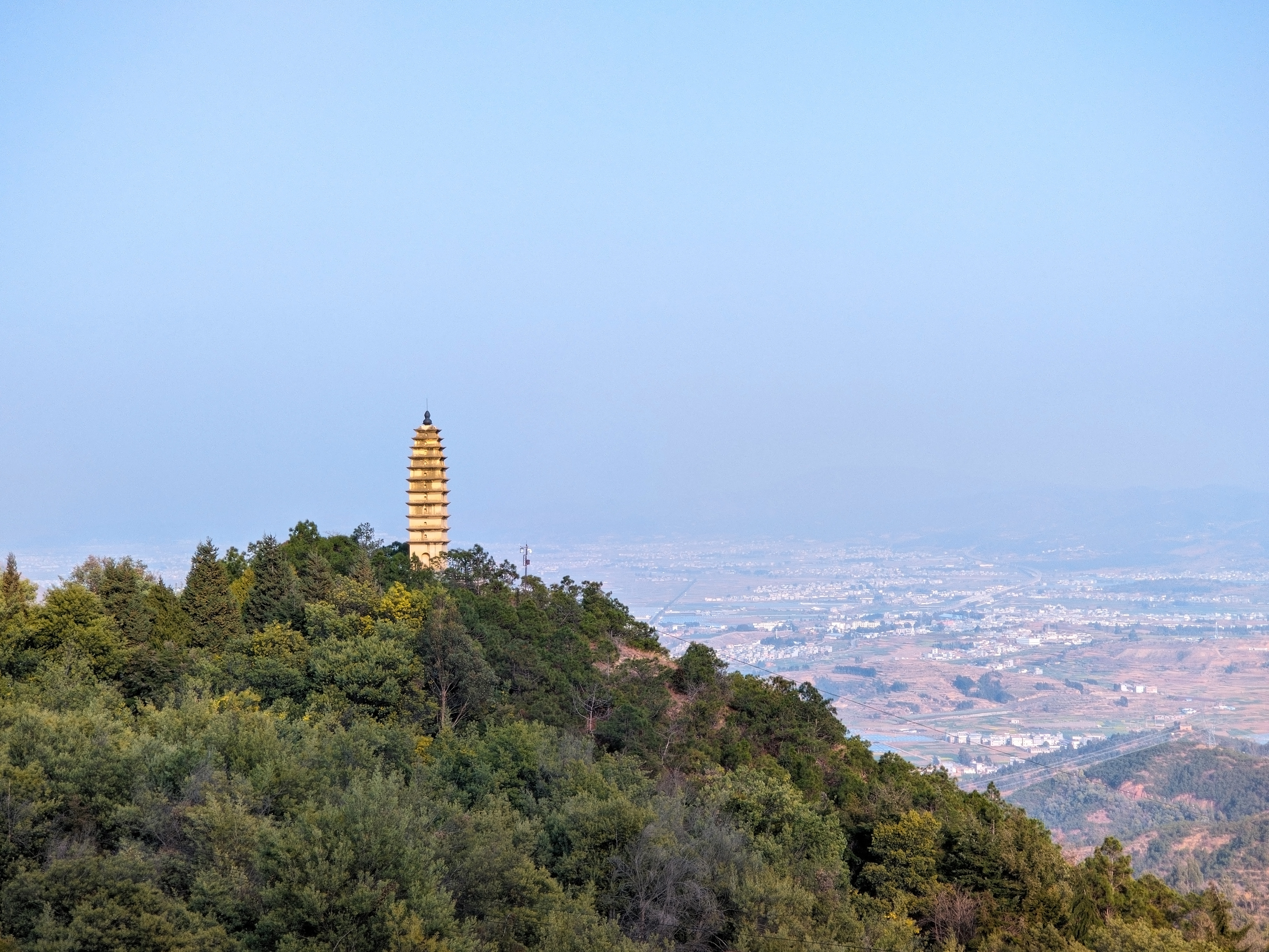
水目山中塔与下川坝

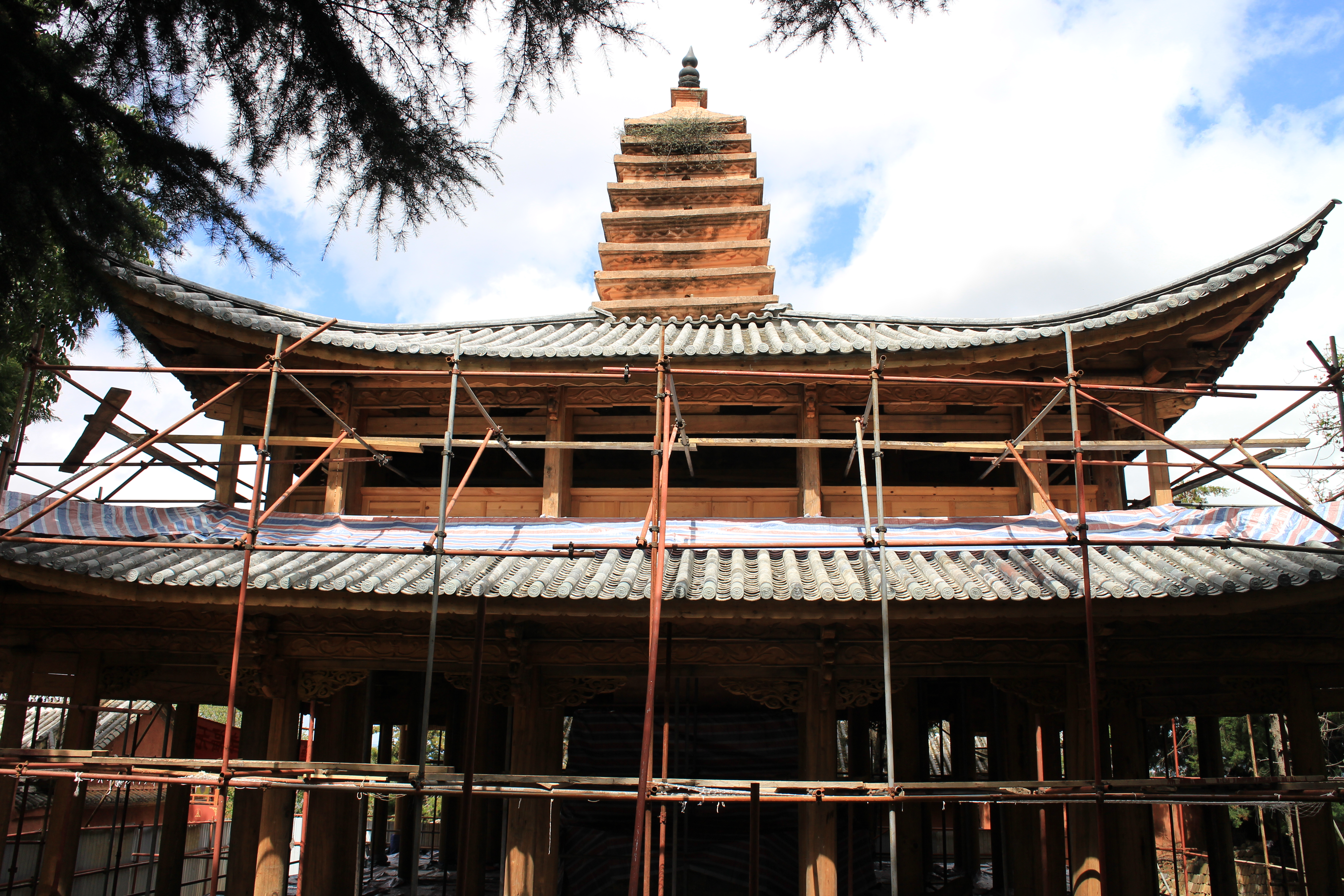
维修中的水目寺塔

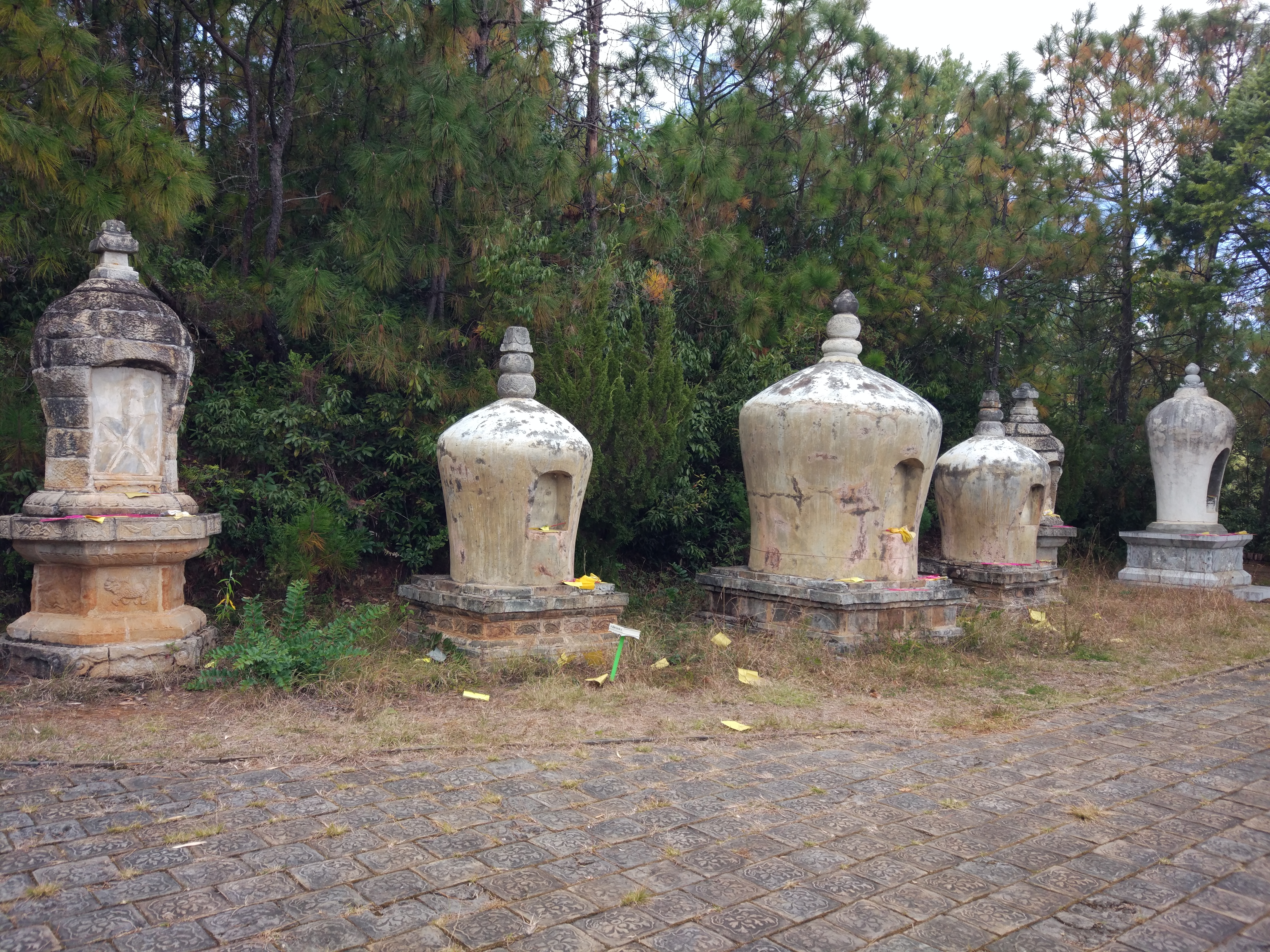
北岗塔林

水目山位于云南省大理白族自治州祥云县云南驿镇。山上有水目寺建筑群，是云南省开创较早的佛教圣地之一，是滇西佛教禅宗的传播中心，享有“云南禅宗第一寺”的美誉，有中国西南地区最大的佛教塔林。
水目山为清华洞国家森林公园的一部分；由水目寺建筑群、水目寺塔、塔林及自然景观构成的水目山文化旅游区为中国国家4A级旅游景区；位于水目寺前院的水目寺塔为全国重点文物保护单位。
水目寺在南诏、大理国时期曾是皇家寺院。明时徐霞客，清代吴三桂、林则徐都曾游此山。:728:128

## 地理
水目山距祥云县城20公里，主峰海拨2627米。

## 佛教文化
据《水目寺诸祖缘起碑》及乾隆年间的《云南县志》载，水目寺始建于唐元和八年（813年），开山鼻祖普济、庆光，开山之前，南诏“诸大臣请建此刹”，诏王准奏，授普济庆光禅师“宫中护宝一锡杖”上山建寺，:121“以杖卓之，而清泉涌出，因名水目”。之后经历次修建，依山建有八寺九庵、水目寺塔和塔林，形成了一个分上、中、下庵的建筑群落。水目寺历经千余年，几度被毁，几度重修。:724
水目寺北一公里为北岗塔林，为历代僧人圆寂后的入寂之地，现存71座，其塔群建筑规模及数量全国罕见。2002年在地宫中有肉身舍利出土。